# Brendon Hartley
Brendon Hartley (ur. 10 listopada 1989 w Palmerston North) – nowozelandzki kierowca wyścigowy.

## Życiorys

### Początki kariery

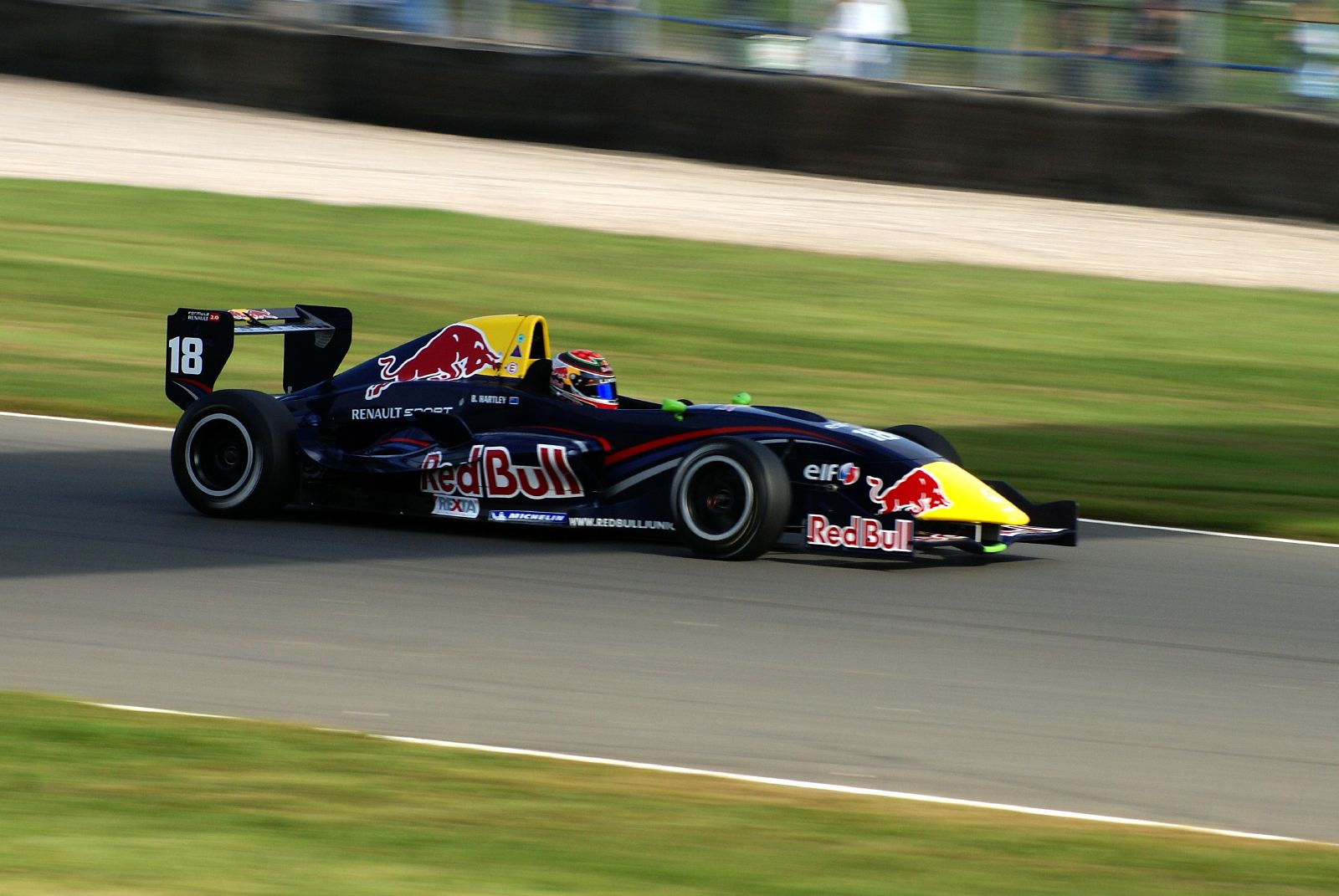
Hartley wygrał Eurocup Formula Renault 2.0 w 2007 roku

Urodził się w rodzinie bardzo zaangażowanej w sporty motorowe. Jego ojciec, Bryan, startował m.in. w Formule Atlantic. W wieku 6 lat, podobnie jak jego brat Nelson, rozpoczął karierę w kartingu. Sześć lat później rozpoczął karierę w Formule 1st, a swój pierwszy sezon zakończył na 7 pozycji. W 2003 roku trzynastoletni wygrał New Zealand Formula Ford Festival, co skutkowało jego startami w następnym roku w Formule Ford. Startował w niej w samochodzie używanym przez swojego brata rok wcześniej i wygrał 2 z 4 startów.
Po sezonie w nowozelandzkiej Formule Toyota Hartley przeniósł się do Europy gdzie startował w Eurocup Formula Renault i Formula Renault Northern European Cup (NEC) – zajął tam kolejno 14. i 10. miejsce. Rok później ścigał się nadal w Eurocup i przeniósł się z NEC do włoskiej Formuły Renault - w Eurocup wygrał 3 wyścigi, a we Włoskiej Formule Renault 3 wyścigi ukończył na podium i został mistrzem Eurocup. W 2007 roku Hartley zadebiutował w Masters of Formula 3 w Zolder i zajął tam 4. miejsce. Następnie został kierowcą zespołu Nowej Zelandii w A1 GP.

### Formuła 1
W lutym 2008 roku, osiemnastoletni Hartley zaliczył pierwsze spotkanie z Formułą 1, został zaproszony do wykonania pokazu zespołu Red Bull Racing w Rijadzie. Później wziął udział w testach samochodu STR3 zespołu Scuderia Toro Rosso.
W listopadzie 2008 roku Mark Webber złamał nogę w wypadku rowerowym, Hartley razem z Sébastienem Buemim testował samochód RB4 zespołu Red Bulla.
W roku 2009 Hartley został oficjalnym kierowcą testowym i rezerwowym zespołów Scuderia Toro Rosso i Red Bull Racing. W lipcu 2010 roku został zwolniony z tych funkcji, a także wyrzucony z programu Red Bull Junior Team dla młodych kierowców.
W 2017 Brendon wystąpił w Grand Prix Stanów Zjednoczonych 2017 w bolidzie Toro Rosso zastępując Daniiła Kwiata. Po tym wyścigu został zatrudniony do końca sezonu 2017.

## Wyniki

### 24h Le Mans
| Rok  | Zespół              | Partnerzy                       | Samochód            | Klasa    | Okr. | Poz. | Poz. kl. |
| ---- | ------------------- | ------------------------------- | ------------------- | -------- | ---- | ---- | -------- |
| 2012 | Murphy Prototypes   | Jody Firth Warren Hughes        | Oreca 03-Nissan     | LMP2     | 196  | NU   | NU       |
| 2013 | Murphy Prototypes   | Karun Chandhok Mark Patterson   | Oreca 03-Nissan     | LMP2     | 319  | 12   | 6        |
| 2014 | Porsche Team        | Timo Bernhard Mark Webber       | Porsche 919 Hybrid  | LMP1-H   | 346  | NS   | NS       |
| 2015 | Porsche Team        | Timo Bernhard Mark Webber       | Porsche 919 Hybrid  | LMP1     | 394  | 2    | 2        |
| 2016 | Porsche Team        | Timo Bernhard Mark Webber       | Porsche 919 Hybrid  | LMP1     | 346  | 13   | 5        |
| 2017 | Porsche Team        | Timo Bernhard Earl Bamber       | Porsche 919 Hybrid  | LMP1     | 367  | 1    | 1        |
| 2020 | Toyota Gazoo Racing | Kazuki Nakajima Sebastien Buemi | Toyota TS050 Hybrid | LMP1     | 387  | 1    | 1        |
| 2021 | Toyota Gazoo Racing | Kazuki Nakajima Sebastien Buemi | Toyota GR010 Hybrid | Hypercar | 369  | 2    | 2        |
| 2022 | Toyota Gazoo Racing | Sébastien Buemi Ryō Hirakawa    | Toyota GR010 Hybrid | Hypercar | 380  | 1    | 1        |

### FIA World Endurance Championship
| Rok       | Zespół              | Klasa    | Samochód            | Silnik                        | Wyniki w poszczególnych rundach | Wyniki w poszczególnych rundach | Wyniki w poszczególnych rundach | Wyniki w poszczególnych rundach | Wyniki w poszczególnych rundach | Wyniki w poszczególnych rundach | Wyniki w poszczególnych rundach | Wyniki w poszczególnych rundach | Wyniki w poszczególnych rundach | Pozycja | Punkty |
| --------- | ------------------- | -------- | ------------------- | ----------------------------- | ------------------------------- | ------------------------------- | ------------------------------- | ------------------------------- | ------------------------------- | ------------------------------- | ------------------------------- | ------------------------------- | ------------------------------- | ------- | ------ |
| 2012      | Murphy Prototypes   | LMP2     | Oreca 03            | Nissan VK45DE 4.5 L V8        | SEB                             | SPA                             | LMS                             | SIL                             | SÃO                             | BHR                             | FUJ                             | SHA                             |                                 | NS      | 0      |
| 2012      | Murphy Prototypes   | LMP2     | Oreca 03            | Nissan VK45DE 4.5 L V8        | –                               | 3                               | NU                              | 9                               | –                               | –                               | –                               | –                               |                                 | NS      | 0      |
| 2013      | Murphy Prototypes   | LMP2     | Oreca 03            | Nissan VK45DE 4.5 L V8        | SIL                             | SPA                             | LMS                             | SÃO                             | COA                             | FUJ                             | SHA                             | BHR                             |                                 | NS      | 0      |
| 2013      | Murphy Prototypes   | LMP2     | Oreca 03            | Nissan VK45DE 4.5 L V8        | –                               | –                               | 7                               | –                               | –                               | –                               | –                               | –                               |                                 | NS      | 0      |
| 2014      | Porsche Team        | LMP1     | Porsche 919 Hybrid  | Porsche 2.0 L Turbo V4 Hybrid | SIL                             | SPA                             | LMS                             | COA                             | FUJ                             | SHA                             | BHR                             | SÃO                             |                                 | 9       | 64.5   |
| 2014      | Porsche Team        | LMP1     | Porsche 919 Hybrid  | Porsche 2.0 L Turbo V4 Hybrid | 3                               | 12                              | NS                              | 5                               | 3                               | 6                               | 3                               | NU                              |                                 | 9       | 64.5   |
| 2015      | Porsche Team        | LMP1     | Porsche 919 Hybrid  | Porsche 2.0 L Turbo V4 Hybrid | SIL                             | SPA                             | LMS                             | NÜR                             | COA                             | FUJ                             | SHA                             | BHR                             |                                 | 1       | 166    |
| 2015      | Porsche Team        | LMP1     | Porsche 919 Hybrid  | Porsche 2.0 L Turbo V4 Hybrid | NU                              | 3                               | 2                               | 1                               | 1                               | 1                               | 1                               | 5                               |                                 | 1       | 166    |
| 2016      | Porsche Team        | LMP1     | Porsche 919 Hybrid  | Porsche 2.0 L Turbo V4 Hybrid | SIL                             | SPA                             | LMS                             | NÜR                             | MEX                             | COA                             | FUJ                             | SHA                             | BHR                             | 4       | 134.5  |
| 2016      | Porsche Team        | LMP1     | Porsche 919 Hybrid  | Porsche 2.0 L Turbo V4 Hybrid | NU                              | 26                              | 10                              | 1                               | 1                               | 1                               | 3                               | 1                               | 3                               | 4       | 134.5  |
| 2017      | Porsche LMP Team    | LMP1     | Porsche 919 Hybrid  | Porsche 2.0 L Turbo V4 Hybrid | SIL                             | SPA                             | LMS                             | NÜR                             | MEX                             | COA                             | FUJ                             | SHA                             | BHR                             | 1       | 208    |
| 2017      | Porsche LMP Team    | LMP1     | Porsche 919 Hybrid  | Porsche 2.0 L Turbo V4 Hybrid | 2                               | 3                               | 1                               | 1                               | 1                               | 1                               | 4                               | 2                               | 2                               | 1       | 208    |
| 2018/2019 | SMP Racing          | LMP1     | BR Engineering BR1  | AER P60B 2.4 L Turbo V6       | SPA                             | LMS                             | SIL                             | FUJ                             | SHA                             | SEB                             | SPA                             | LMS                             |                                 | 18      | 19     |
| 2018/2019 | SMP Racing          | LMP1     | BR Engineering BR1  | AER P60B 2.4 L Turbo V6       | –                               | –                               | –                               | –                               | –                               | 3                               | –                               | –                               |                                 | 18      | 19     |
| 2019/2020 | Toyota Gazoo Racing | LMP1     | Toyota TS050 Hybrid | Toyota 2.4 L Turbo V6 Hybrid  | SIL                             | FUJ                             | SHA                             | BHR                             | COA                             | SPA                             | LMS                             | BHR                             |                                 | 2       | 202    |
| 2019/2020 | Toyota Gazoo Racing | LMP1     | Toyota TS050 Hybrid | Toyota 2.4 L Turbo V6 Hybrid  | 2                               | 1                               | 2                               | 2                               | 2                               | 2                               | 1                               | 2                               |                                 | 2       | 202    |
| 2021      | Toyota Gazoo Racing | Hypercar | Toyota GR010 Hybrid | Toyota 3.5 L Turbo V6 Hybrid  | SPA                             | ALG                             | MNZ                             | LMS                             | BHR                             | BHR                             |                                 |                                 |                                 | 2       | 168    |
| 2021      | Toyota Gazoo Racing | Hypercar | Toyota GR010 Hybrid | Toyota 3.5 L Turbo V6 Hybrid  | 1                               | 1                               | 4                               | 2                               | 2                               | 1                               |                                 |                                 |                                 | 2       | 168    |
| 2022      | Toyota Gazoo Racing | Hypercar | Toyota GR010 Hybrid | Toyota 3.5 L Turbo V6 Hybrid  | SEB                             | SPA                             | LMS                             | MNZ                             | FUJ                             | BHR                             |                                 |                                 |                                 | 2*      | 96*    |
| 2022      | Toyota Gazoo Racing | Hypercar | Toyota GR010 Hybrid | Toyota 3.5 L Turbo V6 Hybrid  | 2                               | NU                              | 1                               | 2                               |                                 |                                 |                                 |                                 |                                 | 2*      | 96*    |

### Formuła Renault 3.5
| Legenda oznaczeń w tabelach wyników Wyświetl szablon na nowej stronie | Legenda oznaczeń w tabelach wyników Wyświetl szablon na nowej stronie                                                                     |
| Oznaczenie                                                            | Wyjaśnienie |
| --------------------------------------------------------------------- | --- |
| Złoty                                                                 | Zwycięzca lub mistrzostwo |
| Srebrny                                                               | 2. miejsce lub wicemistrzostwo |
| Brązowy                                                               | 3. miejsce lub II wicemistrzostwo |
| Zielony                                                               | Ukończył, punktował (w klasyfikacji generalnej, gdy zdobył co najmniej jeden punkt na przestrzeni sezonu, poza trzema powyższymi opcjami) |
| Niebieski                                                             | Ukończył, nie punktował (w klasyfikacji generalnej, gdy nie zdobył co najmniej jednego punktu na przestrzeni sezonu)                      |
| Czerwony                                                              | Nie zakwalifikował się (NZ) |
| Czerwony                                                              | Nie prekwalifikował się (NPK) |
| Różowy                                                                | Nie ukończył (NU) |
| Różowy                                                                | Niesklasyfikowany (NS) (w klasyfikacji generalnej, gdy nie został sklasyfikowany w żadnym wyścigu sezonu)                                 |
| Czarny                                                                | Zdyskwalifikowany (DK) |
| Czarny                                                                | Wykluczony (WYK/EX) |
| Biały                                                                 | Nie wystartował (NW) |
| Biały                                                                 | Kontuzjowany (K/INJ) |
| Biały                                                                 | Wyścig odwołany (OD/C) |
| Bez koloru                                                            | Został wycofany (WYC/WD) |
| Bez koloru                                                            | Nie przybył (NP/DNA) |
| Bez koloru                                                            | Nie brał udziału w treningach (NT/DNP) |
| Bez koloru                                                            | Nie został zgłoszony (–) |
| Pogrubienie                                                           | Start z pole position |
| Kursywa                                                               | Najszybsze okrążenie wyścigu |
| †                                                                     | Nie ukończył, ale jego rezultat został zaliczony ze względu na przejechanie więcej niż 90% dystansu wyścigu.                              |
| *                                                                     | Sezon w trakcie |
| 1/2/3                                                                 | Punktowana pozycja w sprincie kwalifikacyjnym                                                                                             |
| Lista systemów punktacji Formuły 1                                    | |

| Rok  | Zespół                 | Wyniki w poszczególnych eliminacjach | Wyniki w poszczególnych eliminacjach | Wyniki w poszczególnych eliminacjach | Wyniki w poszczególnych eliminacjach | Wyniki w poszczególnych eliminacjach | Wyniki w poszczególnych eliminacjach | Wyniki w poszczególnych eliminacjach | Wyniki w poszczególnych eliminacjach | Wyniki w poszczególnych eliminacjach | Wyniki w poszczególnych eliminacjach | Wyniki w poszczególnych eliminacjach | Wyniki w poszczególnych eliminacjach | Wyniki w poszczególnych eliminacjach | Wyniki w poszczególnych eliminacjach | Wyniki w poszczególnych eliminacjach | Wyniki w poszczególnych eliminacjach | Wyniki w poszczególnych eliminacjach | Punkty | Pozycja |
| ---- | ---------------------- | ------------------------------------ | ------------------------------------ | ------------------------------------ | ------------------------------------ | ------------------------------------ | ------------------------------------ | ------------------------------------ | ------------------------------------ | ------------------------------------ | ------------------------------------ | ------------------------------------ | ------------------------------------ | ------------------------------------ | ------------------------------------ | ------------------------------------ | ------------------------------------ | ------------------------------------ | ------ | ------- |
| 2009 | Tech 1 Racing          | CAT                                  | CAT                                  | BEL                                  | BEL                                  | MON                                  | HUN                                  | HUN                                  | GBR                                  | GBR                                  | FRA                                  | FRA                                  | PRT                                  | PRT                                  | DEU                                  | DEU                                  | ARA                                  | ARA                                  | 26     | 15      |
| 2009 | Tech 1 Racing          | 12                                   | 9                                    | 11                                   | 10                                   | 17                                   | 17                                   | 12                                   | 5                                    | 13                                   | -                                    | -                                    | -                                    | -                                    | 13                                   | 2                                    | 15                                   | 16                                   | 26     | 15      |
| 2010 |                        | ARA                                  | ARA                                  | BEL                                  | BEL                                  | MON                                  | CZE                                  | CZE                                  | FRA                                  | FRA                                  | HUN                                  | HUN                                  | DEU                                  | DEU                                  | GBR                                  | GBR                                  | CAT                                  | CAT                                  | 50     | 10      |
| 2010 | Tech 1 Racing          | 6                                    | 6                                    | NU                                   | 6                                    | 4                                    | 2                                    | 6                                    | NU                                   | NU                                   | 4                                    | 9                                    | -                                    | -                                    | -                                    | -                                    | -                                    | -                                    | 50     | 10      |
| 2010 | P1 Motorsport          | -                                    | -                                    | -                                    | -                                    | -                                    | -                                    | -                                    | -                                    | -                                    | -                                    | -                                    | -                                    | -                                    | NU                                   | 15                                   | -                                    | -                                    | 50     | 10      |
| 2011 | Grafity-Charouz Racing | ARA                                  | ARA                                  | BEL                                  | BEL                                  | ITA                                  | ITA                                  | MON                                  | DEU                                  | DEU                                  | HUN                                  | HUN                                  | GBR                                  | GBR                                  | FRA                                  | FRA                                  | CAT                                  | CAT                                  | 95     | 7       |
| 2011 | Grafity-Charouz Racing | 21                                   | NU                                   | 4                                    | 8                                    | 5                                    | NU                                   | 3                                    | 14                                   | 7                                    | 8                                    | 6                                    | 21                                   | 7                                    | 3                                    | 20                                   | NW                                   | 3                                    | 95     | 7       |

### GP2
| Legenda oznaczeń w tabelach wyników Wyświetl szablon na nowej stronie | Legenda oznaczeń w tabelach wyników Wyświetl szablon na nowej stronie                                                                     |
| Oznaczenie                                                            | Wyjaśnienie |
| --------------------------------------------------------------------- | --- |
| Złoty                                                                 | Zwycięzca lub mistrzostwo |
| Srebrny                                                               | 2. miejsce lub wicemistrzostwo |
| Brązowy                                                               | 3. miejsce lub II wicemistrzostwo |
| Zielony                                                               | Ukończył, punktował (w klasyfikacji generalnej, gdy zdobył co najmniej jeden punkt na przestrzeni sezonu, poza trzema powyższymi opcjami) |
| Niebieski                                                             | Ukończył, nie punktował (w klasyfikacji generalnej, gdy nie zdobył co najmniej jednego punktu na przestrzeni sezonu)                      |
| Czerwony                                                              | Nie zakwalifikował się (NZ) |
| Czerwony                                                              | Nie prekwalifikował się (NPK) |
| Różowy                                                                | Nie ukończył (NU) |
| Różowy                                                                | Niesklasyfikowany (NS) (w klasyfikacji generalnej, gdy nie został sklasyfikowany w żadnym wyścigu sezonu)                                 |
| Czarny                                                                | Zdyskwalifikowany (DK) |
| Czarny                                                                | Wykluczony (WYK/EX) |
| Biały                                                                 | Nie wystartował (NW) |
| Biały                                                                 | Kontuzjowany (K/INJ) |
| Biały                                                                 | Wyścig odwołany (OD/C) |
| Bez koloru                                                            | Został wycofany (WYC/WD) |
| Bez koloru                                                            | Nie przybył (NP/DNA) |
| Bez koloru                                                            | Nie brał udziału w treningach (NT/DNP) |
| Bez koloru                                                            | Nie został zgłoszony (–) |
| Pogrubienie                                                           | Start z pole position |
| Kursywa                                                               | Najszybsze okrążenie wyścigu |
| †                                                                     | Nie ukończył, ale jego rezultat został zaliczony ze względu na przejechanie więcej niż 90% dystansu wyścigu.                              |
| *                                                                     | Sezon w trakcie |
| 1/2/3                                                                 | Punktowana pozycja w sprincie kwalifikacyjnym                                                                                             |
| Lista systemów punktacji Formuły 1                                    | |

| Rok  | Zespół                  | Wyniki w poszczególnych eliminacjach | Wyniki w poszczególnych eliminacjach | Wyniki w poszczególnych eliminacjach | Wyniki w poszczególnych eliminacjach | Wyniki w poszczególnych eliminacjach | Wyniki w poszczególnych eliminacjach | Wyniki w poszczególnych eliminacjach | Wyniki w poszczególnych eliminacjach | Wyniki w poszczególnych eliminacjach | Wyniki w poszczególnych eliminacjach | Wyniki w poszczególnych eliminacjach | Wyniki w poszczególnych eliminacjach | Wyniki w poszczególnych eliminacjach | Wyniki w poszczególnych eliminacjach | Wyniki w poszczególnych eliminacjach | Wyniki w poszczególnych eliminacjach | Wyniki w poszczególnych eliminacjach | Wyniki w poszczególnych eliminacjach | Wyniki w poszczególnych eliminacjach | Wyniki w poszczególnych eliminacjach | Wyniki w poszczególnych eliminacjach | Wyniki w poszczególnych eliminacjach | Wyniki w poszczególnych eliminacjach | Wyniki w poszczególnych eliminacjach | Punkty | Pozycja |
| ---- | ----------------------- | ------------------------------------ | ------------------------------------ | ------------------------------------ | ------------------------------------ | ------------------------------------ | ------------------------------------ | ------------------------------------ | ------------------------------------ | ------------------------------------ | ------------------------------------ | ------------------------------------ | ------------------------------------ | ------------------------------------ | ------------------------------------ | ------------------------------------ | ------------------------------------ | ------------------------------------ | ------------------------------------ | ------------------------------------ | ------------------------------------ | ------------------------------------ | ------------------------------------ | ------------------------------------ | ------------------------------------ | ------ | ------- |
| 2010 | PPR.com Scuderia Coloni | ESP                                  | ESP                                  | MON                                  | MON                                  | TUR                                  | TUR                                  | VAL                                  | VAL                                  | GBR                                  | GBR                                  | DEU                                  | DEU                                  | HUN                                  | HUN                                  | BEL                                  | BEL                                  | ITA                                  | ITA                                  | ARE                                  | ARE                                  |                                      |                                      |                                      |                                      | 1      | 27      |
| 2010 | PPR.com Scuderia Coloni | -                                    | -                                    | -                                    | -                                    | -                                    | -                                    | -                                    | -                                    | -                                    | -                                    | -                                    | -                                    | -                                    | -                                    | -                                    | -                                    | NU                                   | NU                                   | 9                                    | 6                                    |                                      |                                      |                                      |                                      | 1      | 27      |
| 2011 | Ocean Racing Technology | TUR                                  | TUR                                  | ESP                                  | ESP                                  | MON                                  | MON                                  | VAL                                  | VAL                                  | GBR                                  | GBR                                  | DEU                                  | DEU                                  | HUN                                  | HUN                                  | BEL                                  | BEL                                  | ITA                                  | ITA                                  |                                      |                                      |                                      |                                      |                                      |                                      | 4      | 19      |
| 2011 | Ocean Racing Technology | -                                    | -                                    | -                                    | -                                    | -                                    | -                                    | -                                    | -                                    | -                                    | -                                    | -                                    | -                                    | -                                    | -                                    | 5                                    | 9                                    | 22                                   | 20                                   |                                      |                                      |                                      |                                      |                                      |                                      | 4      | 19      |
| 2012 | Ocean Racing Technology | MAL                                  | MAL                                  | BHR                                  | BHR                                  | BHR                                  | BHR                                  | ESP                                  | ESP                                  | MON                                  | MON                                  | VAL                                  | VAL                                  | GBR                                  | GBR                                  | DEU                                  | DEU                                  | HUN                                  | HUN                                  | BEL                                  | BEL                                  | ITA                                  | ITA                                  | SIN                                  | SIN                                  | 1      | 25      |
| 2012 | Ocean Racing Technology | -                                    | -                                    | 10                                   | NU                                   | 13                                   | 16                                   | -                                    | -                                    | -                                    | -                                    | -                                    | -                                    | -                                    | -                                    | -                                    | -                                    | -                                    | -                                    | -                                    | -                                    | -                                    | -                                    | -                                    | -                                    | 1      | 25      |

### Formuła 1
| Legenda oznaczeń w tabelach wyników Wyświetl szablon na nowej stronie | Legenda oznaczeń w tabelach wyników Wyświetl szablon na nowej stronie                                                                     |
| Oznaczenie                                                            | Wyjaśnienie |
| --------------------------------------------------------------------- | --- |
| Złoty                                                                 | Zwycięzca lub mistrzostwo |
| Srebrny                                                               | 2. miejsce lub wicemistrzostwo |
| Brązowy                                                               | 3. miejsce lub II wicemistrzostwo |
| Zielony                                                               | Ukończył, punktował (w klasyfikacji generalnej, gdy zdobył co najmniej jeden punkt na przestrzeni sezonu, poza trzema powyższymi opcjami) |
| Niebieski                                                             | Ukończył, nie punktował (w klasyfikacji generalnej, gdy nie zdobył co najmniej jednego punktu na przestrzeni sezonu)                      |
| Czerwony                                                              | Nie zakwalifikował się (NZ) |
| Czerwony                                                              | Nie prekwalifikował się (NPK) |
| Różowy                                                                | Nie ukończył (NU) |
| Różowy                                                                | Niesklasyfikowany (NS) (w klasyfikacji generalnej, gdy nie został sklasyfikowany w żadnym wyścigu sezonu)                                 |
| Czarny                                                                | Zdyskwalifikowany (DK) |
| Czarny                                                                | Wykluczony (WYK/EX) |
| Biały                                                                 | Nie wystartował (NW) |
| Biały                                                                 | Kontuzjowany (K/INJ) |
| Biały                                                                 | Wyścig odwołany (OD/C) |
| Bez koloru                                                            | Został wycofany (WYC/WD) |
| Bez koloru                                                            | Nie przybył (NP/DNA) |
| Bez koloru                                                            | Nie brał udziału w treningach (NT/DNP) |
| Bez koloru                                                            | Nie został zgłoszony (–) |
| Pogrubienie                                                           | Start z pole position |
| Kursywa                                                               | Najszybsze okrążenie wyścigu |
| †                                                                     | Nie ukończył, ale jego rezultat został zaliczony ze względu na przejechanie więcej niż 90% dystansu wyścigu.                              |
| *                                                                     | Sezon w trakcie |
| 1/2/3                                                                 | Punktowana pozycja w sprincie kwalifikacyjnym                                                                                             |
| Lista systemów punktacji Formuły 1                                    | |

| Sezon | Zespół                    | Samochód                 | Pozycje startowe / w wyścigach | Pozycje startowe / w wyścigach | Pozycje startowe / w wyścigach | Pozycje startowe / w wyścigach | Pozycje startowe / w wyścigach | Pozycje startowe / w wyścigach | Pozycje startowe / w wyścigach | Pozycje startowe / w wyścigach | Pozycje startowe / w wyścigach | Pozycje startowe / w wyścigach | Pozycje startowe / w wyścigach | Pozycje startowe / w wyścigach | Pozycje startowe / w wyścigach | Pozycje startowe / w wyścigach | Pozycje startowe / w wyścigach | Pozycje startowe / w wyścigach | Pozycje startowe / w wyścigach | Pozycje startowe / w wyścigach | Pozycje startowe / w wyścigach | Pozycje startowe / w wyścigach | Pozycje startowe / w wyścigach |
| Sezon | Zespół                    | Silnik                   | 1                              | 2                              | 3                              | 4                              | 5                              | 6                              | 7                              | 8                              | 9                              | 10                             | 11                             | 12                             | 13                             | 14                             | 15                             | 16                             | 17                             | 18                             | 19                             | 20                             | 21                             |
| 2017  |                           |                          | Australia                      |                                | Bahrajn                        | Rosja                          | Hiszpania                      | Monako                         | Kanada                         | Azerbejdżan                    | Austria                        | Wielka Brytania                | Węgry                          | Belgia                         | Włochy                         | Singapur                       | Malezja                        | Japonia                        | Stany Zjednoczone              | Meksyk                         | Brazylia                       |                                |                                |
| ----- | ------------------------- | ------------------------ | ------------------------------ | ------------------------------ | ------------------------------ | ------------------------------ | ------------------------------ | ------------------------------ | ------------------------------ | ------------------------------ | ------------------------------ | ------------------------------ | ------------------------------ | ------------------------------ | ------------------------------ | ------------------------------ | ------------------------------ | ------------------------------ | ------------------------------ | ------------------------------ | ------------------------------ | ------------------------------ | ------------------------------ |
| 2017  | Scuderia Toro Rosso       | Toro Rosso STR12         | -                              | -                              | -                              | -                              | -                              | -                              | -                              | -                              | -                              | -                              | -                              | -                              | -                              | -                              | -                              | -                              | 19                             | 17                             | 18                             | 20                             |                                |
| 2017  | Scuderia Toro Rosso       | Renault R.E. 17,1.6 L V6 | -                              | -                              | -                              | -                              | -                              | -                              | -                              | -                              | -                              | -                              | -                              | -                              | -                              | -                              | -                              | -                              | 13                             | NU                             | NU                             | 15                             |                                |
| 2018  |                           |                          | Australia                      | Bahrajn                        |                                | Azerbejdżan                    | Hiszpania                      | Monako                         | Kanada                         | Francja                        | Austria                        | Wielka Brytania                | Niemcy                         | Węgry                          | Belgia                         | Włochy                         | Singapur                       | Rosja                          | Japonia                        | Stany Zjednoczone              | Meksyk                         | Brazylia                       |                                |
| 2018  | Red Bull Toro Rosso Honda | Toro Rosso STR13         | 16                             | 11                             | 15                             | 19                             | 20                             | 15                             | 12                             | 20                             | 19                             | PL                             | 16                             | 8                              | 11                             | 16                             | 17                             | 20                             | 6                              | 20                             | 14                             | 16                             | 16                             |
| 2018  | Red Bull Toro Rosso Honda | Honda RA618H 1.6T V6     | 15                             | 17                             | 20†                            | 10                             | 12                             | 19†                            | NU                             | 14                             | NU                             | NU                             | 10                             | 11                             | 14                             | NU                             | 17                             | NU                             | 13                             | 9                              | 14                             | 11                             | 12                             |

### Formuła E
| Legenda oznaczeń w tabelach wyników Wyświetl szablon na nowej stronie | Legenda oznaczeń w tabelach wyników Wyświetl szablon na nowej stronie                                                                     |
| Oznaczenie                                                            | Wyjaśnienie |
| --------------------------------------------------------------------- | --- |
| Złoty                                                                 | Zwycięzca lub mistrzostwo |
| Srebrny                                                               | 2. miejsce lub wicemistrzostwo |
| Brązowy                                                               | 3. miejsce lub II wicemistrzostwo |
| Zielony                                                               | Ukończył, punktował (w klasyfikacji generalnej, gdy zdobył co najmniej jeden punkt na przestrzeni sezonu, poza trzema powyższymi opcjami) |
| Niebieski                                                             | Ukończył, nie punktował (w klasyfikacji generalnej, gdy nie zdobył co najmniej jednego punktu na przestrzeni sezonu)                      |
| Czerwony                                                              | Nie zakwalifikował się (NZ) |
| Czerwony                                                              | Nie prekwalifikował się (NPK) |
| Różowy                                                                | Nie ukończył (NU) |
| Różowy                                                                | Niesklasyfikowany (NS) (w klasyfikacji generalnej, gdy nie został sklasyfikowany w żadnym wyścigu sezonu)                                 |
| Czarny                                                                | Zdyskwalifikowany (DK) |
| Czarny                                                                | Wykluczony (WYK/EX) |
| Biały                                                                 | Nie wystartował (NW) |
| Biały                                                                 | Kontuzjowany (K/INJ) |
| Biały                                                                 | Wyścig odwołany (OD/C) |
| Bez koloru                                                            | Został wycofany (WYC/WD) |
| Bez koloru                                                            | Nie przybył (NP/DNA) |
| Bez koloru                                                            | Nie brał udziału w treningach (NT/DNP) |
| Bez koloru                                                            | Nie został zgłoszony (–) |
| Pogrubienie                                                           | Start z pole position |
| Kursywa                                                               | Najszybsze okrążenie wyścigu |
| †                                                                     | Nie ukończył, ale jego rezultat został zaliczony ze względu na przejechanie więcej niż 90% dystansu wyścigu.                              |
| *                                                                     | Sezon w trakcie |
| 1/2/3                                                                 | Punktowana pozycja w sprincie kwalifikacyjnym                                                                                             |
| Lista systemów punktacji Formuły 1                                    | |

| Rok       | Zespół      | Wyniki w poszczególnych eliminacjach | Wyniki w poszczególnych eliminacjach | Wyniki w poszczególnych eliminacjach | Wyniki w poszczególnych eliminacjach | Wyniki w poszczególnych eliminacjach | Wyniki w poszczególnych eliminacjach | Wyniki w poszczególnych eliminacjach | Wyniki w poszczególnych eliminacjach | Wyniki w poszczególnych eliminacjach | Wyniki w poszczególnych eliminacjach | Wyniki w poszczególnych eliminacjach | Punkty | Pozycja |
| --------- | ----------- | ------------------------------------ | ------------------------------------ | ------------------------------------ | ------------------------------------ | ------------------------------------ | ------------------------------------ | ------------------------------------ | ------------------------------------ | ------------------------------------ | ------------------------------------ | ------------------------------------ | ------ | ------- |
| 2019/2020 | GEOX Dragon | Arabia Saudyjska                     | Arabia Saudyjska                     | Chile                                | Meksyk                               | Maroko                               | Niemcy                               | Niemcy                               | Niemcy                               | Niemcy                               | Niemcy                               | Niemcy                               | 2      | 23      |
| 2019/2020 | GEOX Dragon | 19                                   | 9                                    | NU                                   | 12                                   | 19                                   | –                                    | –                                    | –                                    | –                                    | –                                    | –                                    | 2      | 23      |

### Podsumowanie
| Sezon   | Seria                                 | Zespół                  | Wyścigi          | Wygrane          | PP               | Punkty           | Pozycja          |
| ------- | ------------------------------------- | ----------------------- | ---------------- | ---------------- | ---------------- | ---------------- | ---------------- |
| 2004    | Formula Ford New Zealand              |                         | 18               | 6                | 6                | 239              | 2                |
| 2005    | Toyota Racing Series New Zealand      | GVI                     | 15               | 3                | 1                | 807              | 3                |
| 2006    | Toyota Racing Series New Zealand      | Victory Motorsport      | 12               | 1                | 0                | 711              | 8                |
| 2006    | Formula Renault 2.0 NEC               | Motorsport Arena        | 14               | 0                | 0                | 151              | 10               |
| 2006    | Europejski Puchar Formuły Renault 2.0 | Motorsport Arena        | 14               | 0                | 0                | 21               | 13               |
| 2007    | Toyota Racing Series New Zealand      | Mark Petch Motorsport   | 1                | 0                | 0                | 0                |                  |
| 2007    | Włoska Formuła Renault                | Epsilon Euskadi         | 14               | 1                | 1                | 236              | 3                |
| 2007    | Europejski Puchar Formuły Renault 2.0 | Epsilon Euskadi         | 14               | 4                | 6                | 134              | 1                |
| 2007    | Masters of Formula 3                  | ASL Mücke Motorsport    |                  | 0                | 0                | N/A              | 4                |
| 2008    | Brytyjska Formuła 3                   | Carlin Motorsport       | 22               | 5                | 5                | 208              | 3                |
| 2008    | Formula 3 Euroseries                  | Carlin Motorsport       | 8                | 0                | 0                | 0                | NS               |
| 2008    | Formula 3 Euroseries                  | RC Motorsport           | 8                | 0                | 0                | 0                | NS               |
| 2008    | Masters of Formula 3                  | Carlin Motorsport       | 1                | 0                | 0                | N/A              | 5                |
| 2008    | Grand Prix Makau                      | Carlin Motorsport       | 1                | 0                | 0                | N/A              | 3                |
| 2008    | Formuła 1                             | Scuderia Toro Rosso     | Kierowca testowy | Kierowca testowy | Kierowca testowy | Kierowca testowy | Kierowca testowy |
| 2009    | Formula 3 Euroseries                  | Carlin Motorsport       | 16               | 1                | 0                | 15               | 11               |
| 2009    | Formula Renault 3.5                   | Tech 1 Racing           | 13               | 0                | 1                | 26               | 15               |
| 2009    | Grand Prix Makau                      | Carlin                  | 1                | 0                | 0                | N/A              | NS               |
| 2009    | Formuła 1                             | Scuderia Toro Rosso     | Kierowca testowy | Kierowca testowy | Kierowca testowy | Kierowca testowy | Kierowca testowy |
| 2009    | Formuła 1                             | Red Bull Racing         | Kierowca testowy | Kierowca testowy | Kierowca testowy | Kierowca testowy | Kierowca testowy |
| 2010    | Formula Renault 3.5                   | Tech 1 Racing           | 13               | 0                | 0                | 50               | 10               |
| 2010    | Formula Renault 3.5                   | P1 Motorsport           | 13               | 0                | 0                | 50               | 10               |
| 2010    | Seria GP2                             | Scuderia Coloni         | 4                | 0                | 0                | 1                | 27               |
| 2010    | Formuła 1                             | Scuderia Toro Rosso     | Kierowca testowy | Kierowca testowy | Kierowca testowy | Kierowca testowy | Kierowca testowy |
| 2010    | Formuła 1                             | Red Bull Racing         | Kierowca testowy | Kierowca testowy | Kierowca testowy | Kierowca testowy | Kierowca testowy |
| 2011    | Formula Renault 3.5                   | Gravity–Charouz Racing  | 16               | 0                | 0                | 95               | 7                |
| 2011    | Seria GP2                             | Ocean Racing Technology | 4                | 0                | 0                | 4                | 19               |
| 2012    | 24 Hours of Le Mans                   | Murphy Prototypes       | 1                | 0                | 0                | N/A              | NS               |
| 2012    | Seria GP2                             | Ocean Racing Technology | 4                | 0                | 0                | 1                | 25               |
| 2012    | Formuła 1                             | Mercedes AMG Petronas   | Kierowca testowy | Kierowca testowy | Kierowca testowy | Kierowca testowy | Kierowca testowy |
| 2013    | 24 Hours of Le Mans                   | Murphy Prototypes       | 1                | 0                | 0                | N/A              | 7                |
| 2013    | Formuła 1                             | Mercedes AMG Petronas   | Kierowca testowy | Kierowca testowy | Kierowca testowy | Kierowca testowy | Kierowca testowy |
| 2014    | 24h of Le Mans                        | Porsche Team            | 1                | 0                | 0                | N/A              | NU               |
| 2014    | FIA World Endurance Championship      | Porsche Team            | 8                | 0                | 1                | 64,5             | 9                |
| 2015    | FIA World Endurance Championship      | Porsche Team            | 8                | 4                | 5                | 166              | 1                |
| 2015    | 24h of Le Mans                        | Porsche Team            | 1                | 0                | 0                | N/A              | 2                |
| 2017    | Formuła 1                             | Scuderia Toro Rosso     | 4                | 0                | 0                | 0                | 23               |
| 2018    | Formuła 1                             | Scuderia Toro Rosso     | 21               | 0                | 0                | 4                | 19               |
| 2018-19 | FIA World Endurance Championship      | SMP Racing              | 1                | 0                | 0                | 19               | 18               |